# Union des femmes pour la défense de Paris et les soins aux blessés
Die Union des femmes pour la defense de Paris et les Soins aux Blesses, die übersetzt als „Frauenunion zur Verteidigung von Paris und zur Pflege der Verwundeten“ bezeichnet werden kann, war die größte Frauengruppe zur Zeit der Pariser Kommune im Jahr 1871. Während der Zeit der Pariser Kommune spielten die Frauen eine entscheidende, jedoch oft übersehene, Rolle. An der „Union des femmes pour la defense de Paris et les Soins aux Blesses“, als wichtigste Frauengruppe zu dieser Zeit, kann man so beispielhaft zeigen, wie die Emanzipation der Frau innerhalb der Pariser Kommune praktisch stattgefunden hat.

## Entstehung
Die Ideen und Prinzipien der Internationalen Arbeiterassoziation (Erste Internationale) beeinflussten viele der Führer der Kommune. Elisabeth Dmitrieff, eine russische Sozialistin und Delegierte der Internationalen, war eine Schlüsselfigur bei der Gründung der Union. Sie erkannte die Notwendigkeit einer spezifischen Organisation, die sich auf die Unterstützung der Kommune und die Rechte der Frauen konzentrierte. Die enge vertraute von Karl Marx, die kurz Ausruf der Pariser Kommune in die Stadt kam, trat zunächst einem bereits bestehenden, während der Belagerung gegründeten »Comité des Femmes« bei, dem etwa 160 Gruppen und Initiativen angehörten und das 1800 Mitglieder zählte. Doch schon bald begann Elisabeth Dmitrieff mit der Gründung ihrer eigenen Organisation. Am 11. und 12. April 1871 erschien in drei Pariser Zeitungen ein Appell an die Pariserinnen. Sie werden aufgefordert, den militärischen Kampf ihrer Männer und Brüder zu unterstützen und sich auch selbst an den Kämpfen zu beteiligen: „Und wenn wir auch keine Gewehre und keine Bajonette haben, so bleiben uns doch die Pflastersteine, um die Verräter zu zermalmen“. Dem Aufruf, sich am gleichen Tag um acht Uhr abends in der Rue du Temple Nummer 74, im Grand Café des Nations, zu versammeln, um Frauenkomitees in allen Arrondissements zu gründen, folgten einige Frauen, wobei eine genaue Zahl nicht bekannt ist. Es sind neben Dmitrieff sieben Arbeiterinnen, die sich in einem offenen Brief am 14. April an die Verantwortlichen der Kommune wandten, weil „die Kommune als Repräsentantin des großen Prinzips der Aufhebung aller Privilegien und jeder Ungleichheit gehalten ist, den berechtigten Forderungen der gesamten Bevölkerung nachzukommen, ohne Unterschied des Geschlechts, eine Unterscheidung, die geschaffen und erhalten wird durch die Bedürfnisse des Antagonismus, auf dem die Privilegien der herrschenden Klassen ruhen.“

## Ziele
Zu den Zielsetzungen, die bei der Gründung der Union von den Frauen beschlossen wurden gehört an erster Stelle die Verteidigung von Paris. Die Union sollte Frauen mobilisieren, um die Verteidigungslinien von Paris zu unterstützen, insbesondere durch logistische und materielle Hilfe wie den Bau von Barrikaden und die Bereitstellung von Versorgungsgütern. Die Pflege der Verwundeten war ein weiteres. Sie organisierten die medizinische Versorgung für die vielen Verwundeten, die aus den Kämpfen hervorgingen. Dies umfasste die Einrichtung und den Betrieb von Lazaretten und die Bereitstellung von Pflegekräften. Neben den unmittelbare konkreten Zielen der Verteidigung und Pflege setzte sich die Union auch für die langfristige Verbesserung der sozialen und wirtschaftlichen Bedingungen der Frauen ein. Sie strebte nach Gleichberechtigung und der Schaffung von sozialen Einrichtungen, die Frauen und ihre Familien unterstützten. So heißt es im Manifest der Frauenunion: „[...] wir aber fordern die völlige gesellschaftliche Erneuerung, die Vernichtung aller juristischen und sozialen Verhältnisse, wie sie gegenwärtig existieren, die Beseitigung aller Privilegien und aller Arten von Ausbeutung, den Ersatz der Herrschaft des Kapitals durch die Herrschaft der Arbeit, in einem Wort: die Befreiung des Arbeiters durch sich selbst. [...]“

## Aufbau und Organisationsstruktur
Die Union war in lokale Sektionen unterteilt, die in verschiedenen Arrondissements von Paris tätig waren. Jede Sektion hatte eine eigene Leitung, die für die Organisation und Durchführung von Aktivitäten in ihrem jeweiligen Bezirk verantwortlich war.
Ein zentrales Komitee koordinierte die Aktivitäten der verschiedenen Sektionen, setzte Prioritäten in der strategischen Ausrichtung und stellte Ressourcen bereit. Das zentrale Komitee war auch für die Kommunikation mit der Führung der Kommune und anderen revolutionären Gruppen zuständig.
Die Mitgliedschaft war offen für alle Frauen, die die Ziele der Union unterstützten und bereit waren, sich aktiv zu engagieren. Die Union zog Frauen aus verschiedenen sozialen Schichten an, darunter Arbeiterinnen, Hausfrauen, Intellektuelle und politische Aktivistinnen.

## Aktivitäten
Frauen unterstützten die Verteidigungslinien durch den Bau von Schanzen und Barrikaden. Einige Frauen beteiligten sich sogar direkt an den Kämpfen an den Frontlinien. Sie kümmerten sich um die medizinische Versorgung, in dem sie Lazarette und improvisierte Krankenhäuser, in denen Frauen als Krankenschwestern und Helferinnen arbeiteten, organisierten. Die Union organisierte außerdem die Verteilung von Lebensmitteln und anderen lebensnotwendigen Gütern an die Familien von Kämpfern. Sie setzte sich für bessere Arbeitsbedingungen ein und unterstützte die Gründung von Arbeiterkooperativen.
Die Frauenunion nahm aktiv an den politischen Debatten und Entscheidungen der Pariser Kommune teil. Sie setzte sich für die Gleichberechtigung der Frauen und deren politische und soziale Rechte ein.
Die Union veröffentlichte Pamphlete und Aufrufe, um Unterstützung für ihre Ziele zu mobilisieren und die Öffentlichkeit über ihre Aktivitäten zu informieren. Sie organisierte Versammlungen und Demonstrationen, um ihre Forderungen zu artikulieren und politischen Druck auszuüben.

## Persönlichkeiten
Zu den Bekanntesten Frauen innerhalb der Frauenunion gehörten unter anderem Elisabeth Dmitrieff, Anne Jaclard, André Léo, Natalie Lemel, Paule Mink